# Solms-Laubach

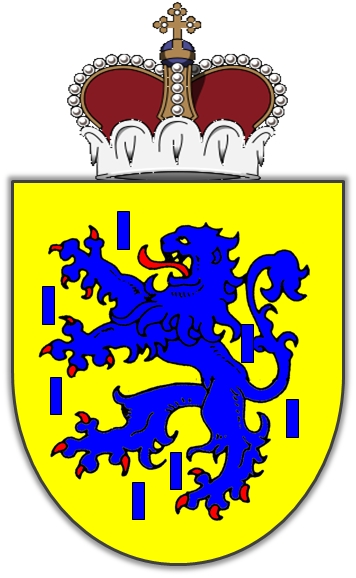
Kleine Version des Wappens (Stammwappen) der Grafen zu Solms-Laubach

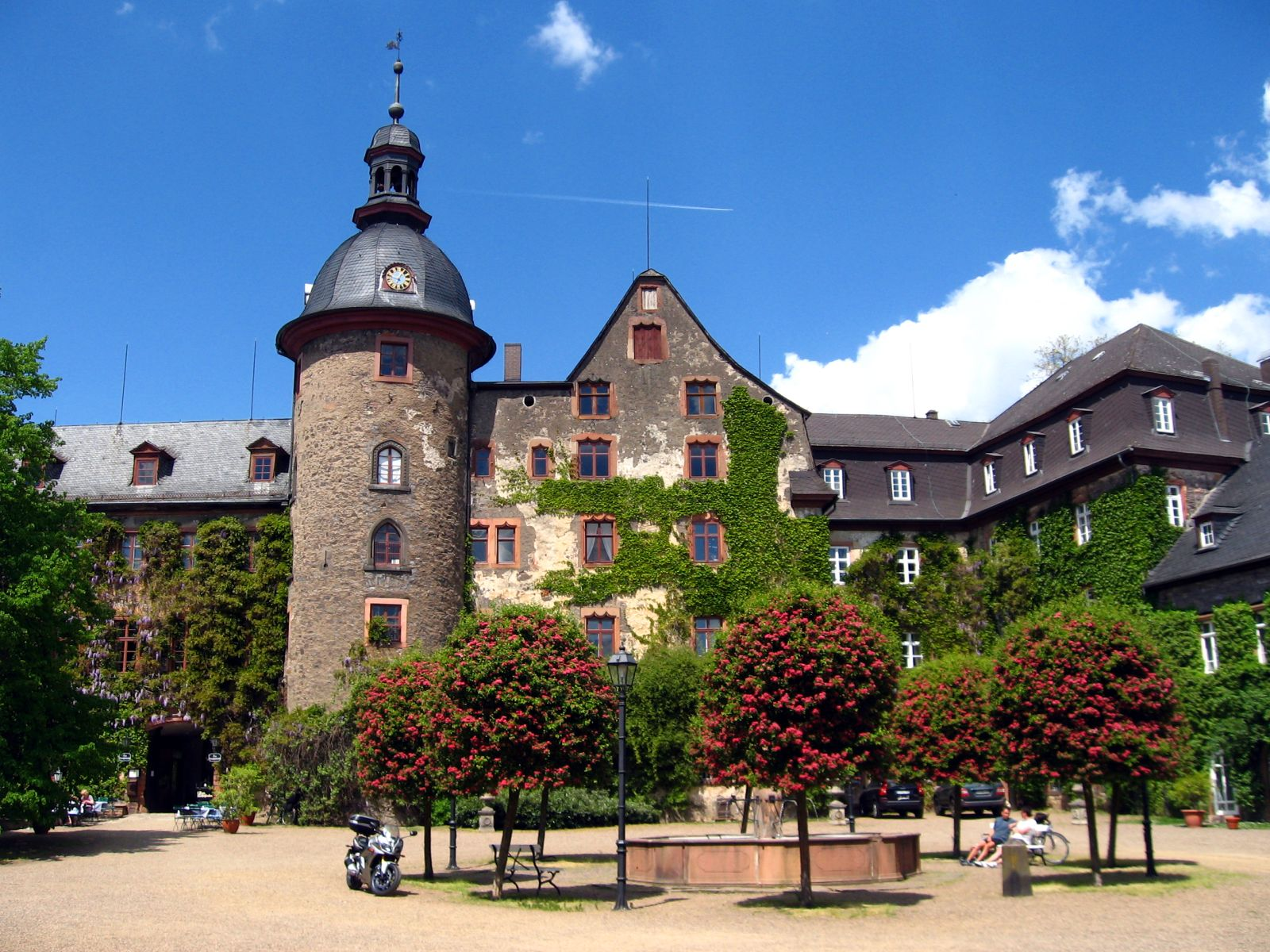
Schloss Laubach (2008)

Solms-Laubach ist ein Zweig des Adelsgeschlechtes Solms, der von der Linie Solms-Lich abstammt. Die Grafen zu Solms-Laubach waren Regenten der souveränen Reichsgrafschaft Solms-Laubach, eines reichsunmittelbaren Territoriums des Heiligen Römischen Reiches. Sitz des Geschlechtes ist bis heute das Schloss Laubach.

## Geschichte
Nachdem 1418 die Herren von Falkenstein-Münzenberg ausstarben, konnten die Grafen von Solms-Braunfels kräftige Gebietszuwächse in der Wetterau verzeichnen, darunter die Herrschaften von Burg Münzenberg, Schloss Hungen, Schloss Lich und Schloss Laubach. Sie traten dem 1422 gegründeten Wetterauer Grafenverein bei, der 1495 auf dem Reichstag von Worms die Reichsstandschaft und eine Kuriatstimme im Reichsfürstenrat erhielt und ab 1512 einen ständigen Vertreter auf die Reichstage entsandte. Damit erlangte das Haus Solms die Reichsunmittelbarkeit.
1537 kaufte Graf Philipp von Solms-Lich die damals kursächsische Standesherrschaft Sonnewalde und 1544 das Rittergut Pouch. Nach dessen Tod wurde der Besitz aufgeteilt. Der ältere Sohn Graf Reinhard zu Solms (1492–1562) übernahm die Ämter Hohensolms und Lich. Die Nachfahren des früh gestorbenen jüngeren Sohnes Otto (1496–1522), der die verwitwete Landgräfin Anna von Hessen geheiratet hatte, erhielten Laubach zusammen mit Sonnewalde und Pouch. Deren Sohn bezog 1548 als Graf Friedrich Magnus I. der Linie Solms-Laubach seine Residenz in Laubach. Graf Otto zu Solms-Laubach (1550–1612) war der erste aus dieser Linie, der in Sonnewalde residierte. 1596 kaufte Otto auch die Standesherrschaft Baruth samt den Gütern Mahlsdorf und Zesch, welche zum Markgraftum Niederlausitz gehörte. 1602 fiel Otto ferner aufgrund einer Erbverbrüderung mit den Herren von Wildenfels die Herrschaft Wildenfels (südwestlich von Zwickau) anheim, die 1706 unter kursächsische Herrschaft geriet, jedoch als Freie Standesherrschaft Sonderrechte behielt.
Ab 1615 bis 1945 residierte ein eigener, von Laubach abgespaltener Zweig, die Grafen (ab 1888 Fürsten) zu Solms-Baruth, auf Schloss Baruth und später auch auf Schloss Golßen. Auch in Sonnewalde und Wildenfels bildeten sich eigene Zweige.
Der Ast der Grafen zu Solms-Laubach teilte sich weiterhin 1607 in die Zweige Laubach und Rödelheim, als Graf Johann Georg die Grafschaft unter seinen beiden ältesten Söhnen aufteilte: Albert Otto (1576–1610) erhielt Laubach, Utphe und Münzenberg und begründete die eigenständige Grafschaft Solms-Laubach, welche sich bis 1676 im Besitz seiner Nachfahren, der Grafen zu Solms-Laubach, befand. Friedrich (1574–1636) erhielt Rödelheim, einen 5/12-Anteil an Assenheim und Petterweil als eigenständige Grafschaft Solms-Rödelheim.
Der Laubacher Zweig erlosch 1676 und die Grafschaft fiel an Johann Friedrich zu Solms-Wildenfels, dessen Nachfahren den jüngeren Laubacher Zweig bilden. Die Grafschaft Solms-Laubach wurde durch Mediatisierung 1806 ein Teil des neugeschaffenen Großherzogtums Hessen. Mit der Gründung des Deutschen Bundes wurde das Haus Solms-Laubach Standesherr mit dem Prädikat Erlaucht nach Artikel XIV der Deutschen Bundesakte vom 8. Juni 1815. Als Standesherren hatten der Senior des Hauses qua Verfassung automatisch einen Sitz in der 1. Kammer der Landstände des Großherzogtums Hessen. Seit der Säkularisation 1810 gehört auch das Kloster Arnsburg zum Besitz der Grafen zu Solms-Laubach, die bis heute das Schloss Laubach bewohnen. Bis 1928 gehörten auch das Hofgut Utphe und bis 1935 die Burg Münzenberg zum Besitz.

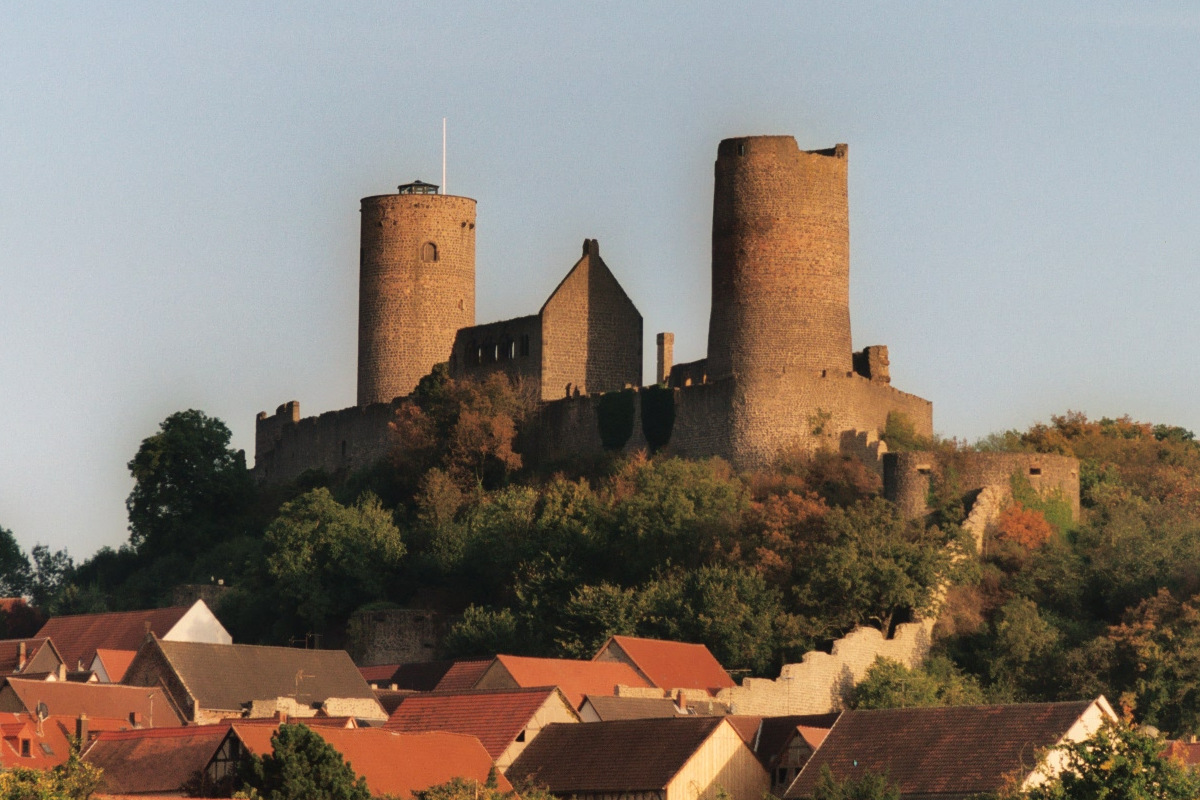
Burg Münzenberg
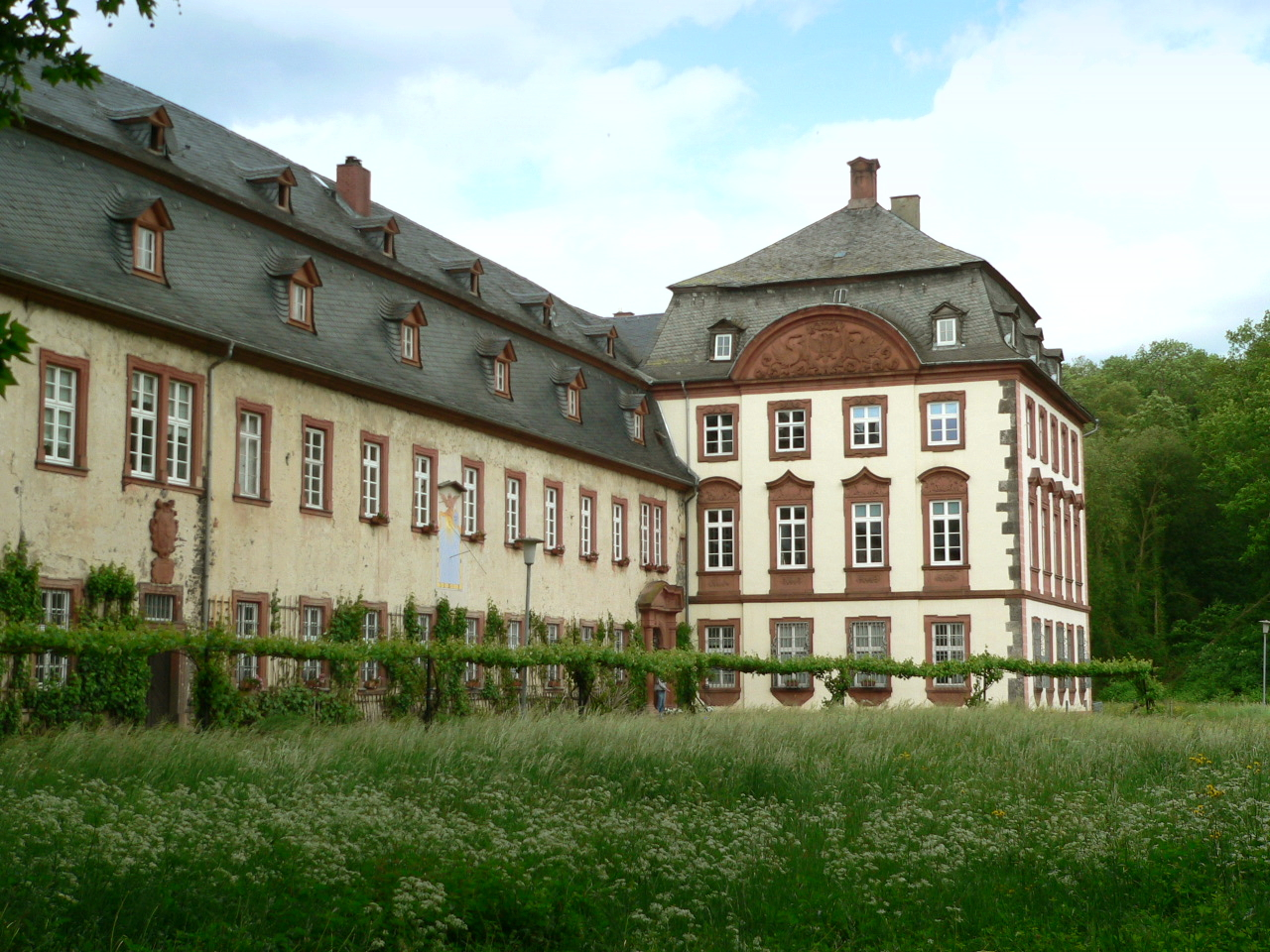
Kloster Arnsburg bei Lich

## Stammlinien
Grafen zu Solms-Laubach
1. Otto (1496–1522) ⚭ Anna von Mecklenburg (1485–1525)
2. Friedrich Magnus I. (1521–1561) ⚭ Agnes von Wied
3. Johann Georg I. (1547–1600) ⚭ Margarethe von Schönburg-Glauchau (1554–1606)
  1. Friedrich zu Solms-Rödelheim (1574–1649)
  2. Agnes zu Solms-Laubach (1578–1602), Landgräfin von Hessen-Kassel
  3. Heinrich Wilhelm von Solms-Laubach zu Sonnewalde und Pouch (1583–1632)
  4. Sophie von Solms-Laubach (1594–1651), Ehefrau von Markgraf Joachim Ernst von Brandenburg-Ansbach
  5. Dorothea von Solms-Laubach (1579–1631), Ehefrau (ab 17. Mai 1607) von Wild- und Rheingraf Johann-Kasimir zu Salm-Kyrburg (1577–1651)
4. Albert Otto I. (1576–1610) ⚭ Anna von Hessen-Darmstadt
5. Johann Georg II. (1591–1632) ⚭ Anna Maria von Erbach-Fürstenau (1603–1663)
6. Albert Otto II. (1610–1639) ⚭ Catharina Juliana von Hanau-Münzenberg (1604–1688)
7. Carl Otto (1633–1676) ⚭ Amöne Elisabeth von Bentheim-Steinfurt (1623–1701)

Mit Graf Carl Otto starb die Alt-Laubacher Linie der Grafen Solms-Laubach aus.
Neu-Laubacher-Linie
1. Johann Friedrich zu Solms-Wildenfels (1625–1696) ⚭ Benigna von Promnitz (1648–1702)
2. Friedrich Ernst (1671–1723) ⚭ Friederike Charlotte von Stolberg-Gedern (1686–1739)
3. Friedrich Magnus II. (1711–1738)
4. Christian August (1714–1784) ⚭ I. 1738 Elisabeth Amalie zu Ysenburg-Büdingen in Birstein (1714–1748), II. 1751 Karoline Amalie von Nassau-Siegen (1715–1752), III. 1753 Dorothea Wilhelmine Bötticher, Gräfin von Löwensee (1725–1754)
5. Friedrich Ludwig Christian (1769–1822) ⚭ Henriette von Degenfeld-Schönburg (1776–1847), Oberpräsident der preußischen Provinz Jülich-Kleve-Berg
  1. Otto (1799–1872) ⚭ Luitgarde zu Wied (1813–1870)
  2. Reinhard zu Solms-Laubach (1801–1870), preußischer Generalmajor
  3. Ottilie zu Solms-Braunfels (1807–1884), geb. Solms-Laubach, ⚭ Fürst Ferdinand zu Solms-Braunfels
  4. Ernst Graf zu Solms-Laubach (1837–1908), Kreisdirektor des Kreises Straßburg
    1. Ernstotto Graf zu Solms-Laubach (1890–1977), Kunsthistoriker und Museumsdirektor

  5. Hermann Graf zu Solms-Laubach (1842–1915), Botaniker
6. Friedrich (1833–1900) ⚭ Marianne zu Stolberg-Wernigerode (1836–1910)
  1. Wilhelm zu Solms-Laubach (1861–1936), Landrat in Schlüchtern
  2. Karl zu Solms-Laubach (1870–1945), Landrat in Hofgeismar
7. Otto (1860–1904) ⚭ Emma zu Isenburg-Büdingen-Büdingen (1870–1944)
  1. Bernhard Bruno Graf zu Solms-Laubach (1900–1938), Theaterintendant und hessischer Landtagsabgeordneter
8. Georg Friedrich (1899–1969) ⚭ Johanna zu Solms-Hohensolms-Lich (1905–1982)
9. Otto (1926–1973) ⚭ Madeleine zu Sayn-Wittgenstein-Berleburg (* 1936)
10. Karl Georg (* 1963) ⚭ I. Julia Willers (* 1966), II. Celina von Luttitz (* 1973), Enkeltochter von Rudolf August Oetker